# Gutenacker
Gutenacker ist eine Ortsgemeinde im Rhein-Lahn-Kreis in Rheinland-Pfalz. Sie gehört der Verbandsgemeinde Aar-Einrich an. Das Dorf Gutenacker ist um einen Basaltfelsen herum gebaut.

## Geographie
Gutenacker liegt im westlichen Hintertaunus auf dem Einrich dem etwas niedrigeren Nordwestteil des Taunus, im Naturpark Nassau etwa acht Kilometer östlich der Stadt Nassau. Im Norden und im Westen bildet die Lahn die Gemeindegrenze.
Zu Gutenacker gehören auch die Wohnplätze Bahnhof Laurenburg (Lahntalbahn), Bahnhaus 1 und 2, Häuserhof, Justus-Mühle, Lindenhof und Rupbach (Teil).

## Geschichte
Der Ort wurde im Jahr 1197 zum ersten Mal als ein katzenelnbogisches Dorf urkundlich erwähnt. Es wurde von Grafen von Katzenelnbogen einem ihrer Gefolgsleute, den Herren von Allendorf, als Lehen gegeben. Dieser wohnte in Gutenacker in einem burgähnlichen Gebäude neben der höchsten Stelle. Das Dorf kam mit dem Aussterben der Grafen 1479 an die Landgrafen von Hessen und später das Herzogtum Nassau. Nassau, und mit ihm Gutenacker, wurde 1866 von Preußen annektiert. Seit 1946 ist Gutenacker Teil des damals neu gebildeten Landes Rheinland-Pfalz. 1972 kam es im Zuge der rheinland-pfälzischen „Funktional- und Gebietsreform“ zur Bildung der Verbandsgemeinde Katzenelnbogen, der die Ortsgemeinde Gutenacker bis 2019 angehörte und die dann in der Verbandsgemeinde Aar-Einrich aufging.
Bevölkerungsentwicklung
Die Entwicklung der Einwohnerzahl von Gutenacker, die Werte von 1871 bis 1987 beruhen auf Volkszählungen:
| Jahr | Einwohner |
| ---- | --------- |
| 1815 | 180       |
| 1835 | 254       |
| 1871 | 339       |
| 1905 | 324       |
| 1939 | 333       |
| 1950 | 378       |
| 1961 | 366       |

| Jahr | Einwohner |
| ---- | --------- |
| 1970 | 359       |
| 1987 | 335       |
| 1997 | 381       |
| 2005 | 387       |
| 2011 | 371       |
| 2017 | 359       |
| 2023 | 372       |

## Politik

### Gemeinderat
Der Gemeinderat in Gutenacker besteht aus acht Ratsmitgliedern, die bei der Kommunalwahl am 9. Juni 2024 in einer Mehrheitswahl gewählt wurden, und dem ehrenamtlichen Ortsbürgermeister als Vorsitzendem.

### Bürgermeister
Ortsbürgermeister von Gutenacker ist Udo Meister. Bei der Direktwahl am 26. Mai 2019 wurde er mit einem Stimmenanteil von 80,53 % wiedergewählt. Bei der Direktwahl am 9. Juni 2024 trat Meister nicht erneut an. Der einzige Bewerber erreichte jedoch nicht die absolute Mehrheit der Stimmen. Da für am 8. September angesetzte Wiederholungswahl kein Wahlvorschlag eingereicht wurde, oblag die Neuwahl des Bürgermeisters gemäß rheinland-pfälzischer Gemeindeordnung dem Rat. Dieser bestätigte auf seiner Sitzung am 9. August 2024 einstimmig den bisherigen Ortsbürgermeister Udo Meister für weitere fünf Jahre in seinem Amt.

## Sehenswürdigkeiten
Der sogenannte Kipp – ein Basaltfelsen mitten im Dorf – war früher ein Basaltsteinbruch. Dort stand ein Brecher, mit dem der Basalt gemahlen wurde, welcher anschließend mit einer Seilbahn in die Rupbach transportiert und von dort mit der Eisenbahn zu den Kunden gebracht wurde.
Siehe auch:
- Liste der Kulturdenkmäler in Gutenacker
- Liste der Naturdenkmale in Gutenacker